# Carrie Fisher
Carrie Fisher (přechýleně Fisherová, 21. října 1956 – 27. prosince 2016) byla americká herečka, známá především rolí princezny Leii v původní trilogii Star Wars, na niž navázala v roce 2015 filmem Star Wars: Síla se probouzí součásti v pořadí již třetí trilogie, dějově navazující na původní. Dále se objevila například ve filmu The Woman, kde ztvárnila postavu Bailey Smithové.

## Mládí
Narodila se v roce 1956 v americkém městě Beverly Hills do rodiny zpěváka a entertainera Eddie Fishera a herečky Debbie Reynoldsové. Otec byl židovského původu, syn přistěhovalců z Ruska; od rodiny se odstěhoval, když Carrie byly tři roky, kvůli vztahu s herečkou Elizabeth Taylor.

## Kariéra
Ve svém prvním filmu s názvem Šampón si zahrála postavu jménem Lorna Karpf. Hned druhým filmem v její kariéře byly Star Wars, ve kterém byla obsazena do role princezny Leii. Režisér George Lucas vybral do všech hlavních rolí v tomto filmu neznámé herce jako Marka Hamilla (Luke Skywalker) nebo Harrisona Forda (Han Solo). Natáčení tohoto filmu provázela řada komplikací. Ať už větší, jako že třeba během natáčení v poušti přišly teploty okolo 40 °C, a nebo menší, jako že Fisher měla podle režiséra George Lucase na svou roli až moc velká ňadra. Po velkém úspěchu Star Wars přišla pokračování v podobě druhého dílu – Impérium vrací úder, a třetího dílu – Návrat Jediů. Stejně jako Mark Hamill se dále věnovala méně komerčně úspěšným projektům. Možná i proto se herečka v devadesátých letech začala věnovat psaní. V roce 2015 se vrátila na scénu v pokračování Star Wars, po boku Marka Hamilla a Harrisona Forda.

## Osobní život
V roce 1983 se provdala za Paula Simona. Jejich manželství ale moc dlouho nevydrželo. Její osobní problémy ji dohnaly až k závislosti na alkoholu a drogách. Svoje pocity z tohoto období popsala v knize Postcards from the Edge. Po rozvodu měla vážný vztah s Bryanem Lourdem, s kterým má jedinou dceru Billie Lourd. Ten ji však opustil, jelikož zjistil, že je bisexuál a vyměnil ji proto za Bruce Bozziho.
23. prosince 2016 ji postihl srdeční infarkt, stalo se tak asi 15 minut před přistáním jejího letu z Londýna do Los Angeles. O čtyři dny později, 27. prosince v 8.55, v nemocnici na následky infarktu zemřela. Den nato zemřela její matka Debbie Reynoldsová.

## Filmografie
| Rok  | Název                                              | Role                         | Poznámky                              |
| ---- | -------------------------------------------------- | ---------------------------- | ------------------------------------- |
| 1975 | Šampón                                             | Lorna Karpf                  |                                       |
| 1977 | Star Wars: Epizoda IV – Nová naděje                | Leia Organa                  |                                       |
| 1980 | Star Wars: Epizoda V – Impérium vrací úder         | Leia Organa                  |                                       |
| 1980 | Bratři Bluesovi                                    | záhadná žena                 |                                       |
| 1981 | Hotel Pod duhou                                    | Annie Clark                  |                                       |
| 1983 | Star Wars: Epizoda VI – Návrat Jediů               | Leia Organa                  |                                       |
| 1984 | Garbo mluví                                        | Lisa Rolfe                   |                                       |
| 1985 | Muž s červenou botou                               | Paula                        |                                       |
| 1986 | Hana a její sestry                                 | April                        |                                       |
| 1986 | Hollywood Vice Squad                               | Betty Melton                 |                                       |
| 1987 | Amazonky na Měsíci                                 | Mary Brown                   | segment "Reckless Youth"              |
| 1987 | The Time Guardian                                  | Petra                        |                                       |
| 1988 | Schůzka se smrtí                                   | Nadine Boynton               |                                       |
| 1989 | Lidé z předměstí                                   | Carol Peterson               |                                       |
| 1989 | Zajíček                                            | Monica Delancy               |                                       |
| 1989 | Pekelná manželka                                   | Beatrice                     |                                       |
| 1989 | Když Harry potkal Sally                            | Marie                        |                                       |
| 1990 | Sladká pomsta                                      | Linda                        |                                       |
| 1990 | Zátiší Summit Bluff                                | Iris Turner-Hunter           |                                       |
| 1991 | Tak už dost, Frede!                                | Janie                        |                                       |
| 1991 | Bublifuk                                           | Betsy Faye Sharon            |                                       |
| 1991 | Hook                                               | Žena, která se líbí na mostě |                                       |
| 1992 | This Is My Life                                    | Claudia Curtis               |                                       |
| 1997 | Austin Powers: Špionátor                           | terapeutka                   |                                       |
| 1999 | Return of the Ewok                                 | sama sebe                    | krátký subject, zfilmován v roce 1983 |
| 2000 | Vřískot 3                                          | Bianca                       | Cameo                                 |
| 2001 | Před svatbou ne!                                   | slečna Surpin                |                                       |
| 2001 | Jay a Mlčenlivej Bob vrací úder                    | sestra                       |                                       |
| 2002 | A Midsummer Night's Rave                           |                              |                                       |
| 2003 | Charlieho andílci: Na plný pecky                   | Matka představená            |                                       |
| 2003 | Wonderland Masakr                                  | Sally Hansen                 |                                       |
| 2004 | Američan                                           | paní Dubois                  |                                       |
| 2005 | Undiscovered                                       | Carrie                       |                                       |
| 2007 | Duch spisovatele                                   | reportérka                   |                                       |
| 2007 | Cougar Club                                        | Glady Goodbey                |                                       |
| 2008 | Ženy                                               | Bailey Smith                 |                                       |
| 2009 | Fanoušci                                           | Doctor                       | Cameo                                 |
| 2009 | White Lightnin'                                    | Cilla                        |                                       |
| 2009 | Spolek nemilosrdných                               | paní Crenshaw                |                                       |
| 2010 | Princezna v opojení                                | sama sebe                    | dokument od HBO                       |
| 2014 | Mapy ke hvězdám                                    | sama sebe                    |                                       |
| 2015 | Star Wars: Síla se probouzí                        | generálka Leia Organa        |                                       |
| 2016 | V záři reflektorů: Carrie Fisher a Debbie Reynolds | sama sebe                    | dokument                              |
| 2016 | Rogue One: Star Wars Story                         | princezna Leia Organa        | archivní audio                        |
| 2017 | Star Wars: Poslední z Jediů                        | generálka Leia Organa        | posmrtné vydání                       |
| 2018 | Wonderwell                                         | Hazel                        | posmrtné vydání                       |

| Rok       | Název                               | Role                                                 | Poznámky                      |
| --------- | ----------------------------------- | ---------------------------------------------------- | ----------------------------- |
| 1977      | Come Back, Little Sheba             | Marie                                                | Videotaped TV drama           |
| 1978      | Ringo                               | Marquine                                             | Televizní film                |
| 1978      | Leave Yesterday Behind              | Marnie Clarkson                                      | Televizní film                |
| 1978      | Saturday Night Live                 | moderátorka                                          | díl: „Carrie Fisher“          |
| 1978      | Star Wars Holiday Special           | Leia Organa                                          | Televizní film                |
| 1982      | Laverne & Shirley                   | Cathy                                                | díl: „The Playboy Show“       |
| 1984      | Faerie Tale Theatre                 | Thumbelina                                           | díl: „Thumbelina“             |
| 1984      | Frankenstein                        | Elizabeth                                            | Televizní film                |
| 1985      | From Here to Maternity              | Veronica                                             | TV krátký                     |
| 1985      | George Burns Comedy Week            |                                                      | díl: „The Couch“              |
| 1985      | Happily Ever After                  | Alice Conway (hlas)                                  | Televizní film                |
| 1986      | Liberty                             | Emma Lazarus                                         | Televizní film                |
| 1986      | Sunday Drive                        | Franny Jessup                                        | Televizní film                |
| 1987      | Neuvěřitelné příběhy                | Laurie McNamara                                      | díl: „Gershwinovo zjevení“    |
| 1989      | Two Daddies                         | Alice Conway (hlas)                                  | Televizní film                |
| 1989      | Trying Times                        | Enid                                                 | díl: „Hunger Chic“            |
| 1995      | Present Tense, Past Perfect         |                                                      | TV krátký                     |
| 1995      | Frasier                             | Phyllis (hlas)                                       | díl: „Phyllis“                |
| 1997      | Zbraň                               | Nancy                                                | díl: „The Hole“               |
| 1998      | Dr. Katz, Professional Therapist    | Roz Katz                                             | díl: „Thanksgiving“           |
| 2000      | Sex ve městě                        | sama sebe                                            | díl: „Sex and Another City“   |
| 2001      | These Old Broads                    | Hooker                                               | Televizní film                |
| 2002      | Detektiv Nero Wolfe                 | Ellen Tenzer                                         | díl: „Motherhunt“             |
| 2003      | Good Morning, Miami                 | Judy Silver                                          | díl: „A Kiss Before Lying“    |
| 2004      | Jack & Bobby                        | Madison Skutcher                                     | díl: „The First Lady“         |
| 2005      | Smallville                          | Pauline Kahn                                         | díl: „Thirst“                 |
| 2005      | Romancing the Bride                 | Edwina                                               | Televizní film                |
| 2005–2017 | Griffinovi                          | Angela                                               | 24 dílů                       |
| 2007      | Odd Job Jack                        | Dr. Finch                                            | díl: „The Beauty Beast“       |
| 2007      | Tráva                               | Celie advokátka                                      | díl: „The Brick Dance“        |
| 2007      | Side Order of Life                  | Dr. Gilbert                                          | díl: „ Funeral for a Phone“   |
| 2007      | Studio 30 Rock                      | Rosemary Howard                                      | díl: „Rosemary's Baby“        |
| 2008      | Robot Chicken: Star Wars epizoda II | Leia Organa, Mon Mothma, Krayt dráčková matka (hlas) | Televizní film                |
| 2008      | Bring Back... Star Wars             | sama sebe                                            | 1 díl                         |
| 2010      | Wright vs. Wrong                    | Joan Harrington                                      | Televizní film                |
| 2010      | Vincentův svět                      | Anna Fowler                                          | díl: „Tequila and Coke“       |
| 2010      | Griffinovi                          | Mon Mothma (hlas)                                    | díl: „It's a Trap“            |
| 2010      | A Quiet Word With ...               | sama sebe                                            | 1. řada, 2 díl                |
| 2011      | The Talk                            | moderátorka                                          | díl vysílaný 15. listopadu    |
| 2012      | It's Christmas, Carol!              | Eve                                                  | Televizní film                |
| 2012      | Comedy Central Roast                | sama sebe                                            |                               |
| 2014      | Teorie velkého třesku               | sama sebe                                            | díl: „Nejasnost s konferencí“ |
| 2014      | Legit                               | Angela McKinnon                                      | díl: „Licked“                 |
| 2014–2016 | Jak přežít rozvod                   | Cat                                                  | 2 díly                        |
| 2015–2017 | Catastrophe                         | Mia                                                  | 5 dílů                        |

| Rok  | Název                         | Role        | Poznámky |
| ---- | ----------------------------- | ----------- | -------- |
| 1994 | Super Star Wars: Návrat Jediů | Leia Organa |          |
| 2012 | Dishonored                    | Loudspeaker |          |